# Auve
Auve település Franciaországban, Marne megyében. Lakosainak száma 313 fő (2022. január 1.). Auve La Croix-en-Champagne, Herpont, Saint-Mard-sur-Auve, Somme-Vesle, Tilloy-et-Bellay és Valmy községekkel határos.

## Népesség
A település népességének változása:
| Lakosok száma | 285  | 241  | 229  | 232  | 261  | 290  | 298  | 302  | 300  | 313  |
|               | 1968 | 1982 | 1990 | 2006 | 2013 | 2015 | 2017 | 2019 | 2020 | 2022 |